# 奇球蚜属
奇球蚜属（学名：Aphrastasia）为球蚜科的一个属。

## 物种
本属包括以下物种：
- 铁杉球蚜 Aphrastasia funitecta Dreyfus, 1888